# Abesszíniai háború
Az első háborúról lásd az Első olasz–etióp háború szócikkben!
| 0. Lengyel–ukrán háború                                  | 1918. | 11. 01. - 1919. 07. 18.  |
| 1. Versailles-i békeszerződés                            | 1919. |                          |
| 2. Lengyel–szovjet háború                                | 1919. | 02. 14. - 1921. 03. 18.  |
| 3. Trianoni békeszerződés                                | 1920. |                          |
| 4. Rapallói egyezmény                                    | 1920. | november 12.             |
| 5. Francia–lengyel katonai szövetség (en)                | 1921. | február 16.              |
| 6. Rigai béke (en)                                       | 1921. | március 18.              |
| 7. Menetelés Rómába                                      | 1922. | október 28 - 29.         |
| 8. Korfui összetűzés (olasz-görög) (en)                  | 1923. | aug. - szept.            |
| 9. Müncheni sörpuccs                                     | 1923. | november 8.              |
| 10. A Ruhr-vidék francia–belga megszállása (en)          | 1923. | - 1925.                  |
| 11. Libia megszállása - Második olasz–líbiai háború (en) | 1923. | - 1932.                  |
| 12. Mein Kampf (Harcom) megjelenése                      | 1925. |                          |
| 13. Dawes-terv (en)                                      | 1924. |                          |
| 14. Locarnói egyezmény                                   | 1925. | december 01.             |
| 15. Young-terv (en)                                      | 1929. |                          |
| 16. Nagy gazdasági világválság                           | 1929. | október 24. – 1941.      |
| 17. Mandzsúria japán lerohanása (en)                     | 1931. | 09. 18. - 1932. 02. 26.  |
| 18. Mandzsukuo megszállása                               | 1931  | – 1942.                  |
| 19. Sanghaj-i január 28-i összetűzés (en)                | 1932. | 01. 28. – 03. 03.        |
| 20. Szovjet–lengyel megnemtámadási egyezmény             | 1932. | július 25.               |
| 21. Genfi leszerelési világértekezlet (en)               | 1932. | 02.02. - 1934.06.11.     |
| 22. Első hopeji hadjárat/A nagy fal védelme (en)         | 1933. | 01.01 - 05.31.           |
| 23. Belső-mongóliai hadjárat (en)                        | 1933. | - 1936.                  |
| 24. Hitler lesz a kormányfő és az államfő is egyben      | 1933. | - 1934.                  |
| 25. A tanggui fegyverszünet (en)                         | 1933. | május 31.                |
| 26. Németország újrafelfegyverzése elindul (en)          | 1933. | július 12.               |
| 27. Olasz–szovjet egyezmény (en)                         | 1933. | szeptember 2.            |
| 28. Belső-mongóliai hadjárat (en)                        | 1933. | ápr.- 1936. dec.         |
| 29. Németország elhagyta a leszerelési értekezletet (en) | 1933. | október 14.              |
| 30. Németország kilép a Nemzetek Szövetségéből (en)      | 1933. | okt. 19. - nov. 12.      |
| 31. Német–lengyel megnemtámadási egyezmény               | 1934. | január 26.               |
| 32. A Saar-vidéki népszavazás/visszatérés Németországhoz | 1935. | január 13.               |
| 33. Kötelező sorozás kezdődik Németországban újra (en)   | 1935. | március 16.              |
| 34. Francia–szovjet segítségnyújtási szerződés (en)      | 1935. | május 2.                 |
| 35. Szovjet–csehszlovák segítségnyújtási szerződés (en)  | 1935. | május 16.                |
| 36. He-Umezu egyezmény (en)                              | 1935. | 06. 10. - 1937. 07. 07.  |
| 37. Angol–német tengerészeti egyezmény (en)              | 1935. | június 18.               |
| 38. December 9-i megmozdulások Pekingben (en)            | 1935. | december 9.              |
| 39. Második olasz–etióp háború (abesszíniai háború)      | 1935. | 10. 3.- 1937. 02. 19.    |
| 40. A Rajna-vidéki bevonulás (en)                        | 1936. | március 7.               |
| 41. Spanyol polgárháború kezdete                         | 1936. | júl. 17. - 1939. ápr. 1. |
| 42. A Berlin–Róma-tengely (német–olasz egyezmény)        | 1936. | október 27.              |
| 43. Antikomintern paktum                                 | 1936. | november 25.             |
| 44. Suiyuan hadjárat (en)                                | 1936. | október - november       |
| 45. Hsziani válság (en)                                  | 1936. | december 12-26.          |
| 46. Második kínai–japán háború                           | 1937. | - 1945.                  |
| 47. A USS Panay-incidens (en)                            | 1937. | december 12.             |
| 48. Ausztria bekebelezése (Anschluss)                    | 1938. | március 12.              |
| 49. Májusi válság (német–cseh határ) (en)                | 1938. | május 19 - 23.           |
| 50. Haszan-tavi csata/Csangkufengi összecsapás           | 1938. | júl. 29. - aug. 11.      |
| 51. Német–csehszlovák kisháború (Ordnersgruppe) (en)     | 1938. | szeptember 16 - 17.      |
| 52. Müncheni egyezmény                                   | 1938. | szeptember 29.           |
| 53. A Szudéta-vidék Birodalomhoz csatolása (en)          | 1938. | október 01 - 10.         |
| 54. Első bécsi döntés                                    | 1938. | november 02.             |
| 55. A Szlovák Köztársaság kikiáltása                     | 1939. | március 14.              |
| 56. Csehszlovákia német megszállása (en)                 | 1939. | március 15.              |
| 57. Litvánia náci megfenyegetése, Memel elcsatolása (en) | 1939. | március 20 - 22.         |
| 58. Magyar–szlovák kis háború                            | 1939. | március 23 - 31.         |
| 59. A spanyol polgárháború végső hadműveletei (en)       | 1939. | március 26. - április 1. |
| 60. Danzigi válság (en)                                  | 1939. | március - augusztus      |
| 61. Angol függetlenségi garancia Lengyelországnak (en)   | 1939. | március 31.              |
| 62. Albánia olasz lerohanása (en)                        | 1939. | április 7-12.            |
| 63. Szovjet–angol–francia tárgyalások Moszkvában (en)    | 1939. | ápr. 15.- aug. 21.       |
| 64. Német–olasz barátsági és katonai szerződés           | 1939. | május                    |
| 65. Halhín-goli csata                                    | 1939. | május - szeptember       |
| 66. Molotov–Ribbentrop szerződés                         | 1939. | augusztus 23.            |
| 67. Lengyelország német lerohanása                       | 1939. | szept. 1. - okt. 6.      |

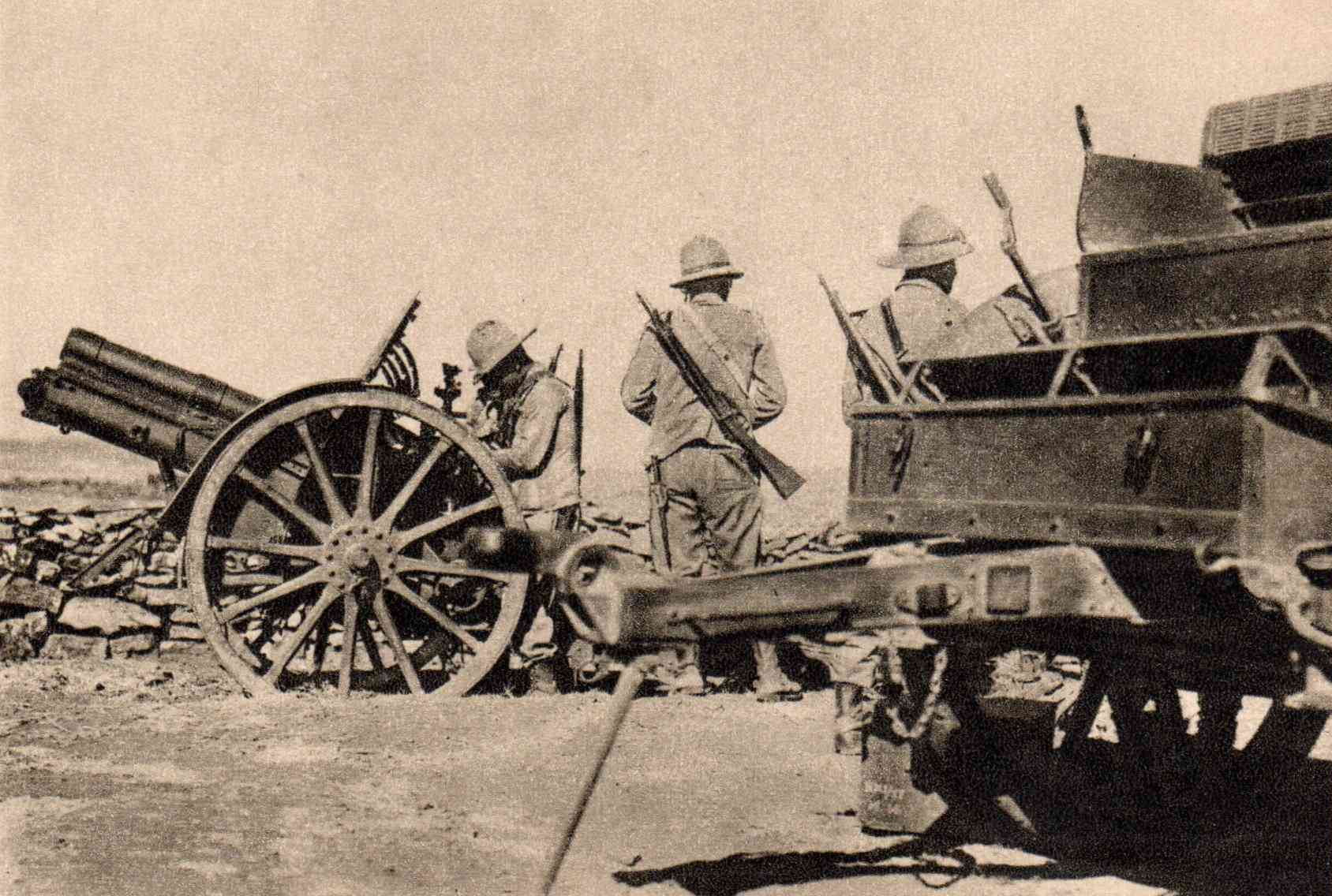
Olasz tüzérség Abesszínában 1936-ban

Az abesszíniai háborút vagy második olasz–etióp háború Olaszország és Etiópia (Abesszínia) csapatai vívták 1935 októberétől 1936 májusáig.

## A háború előzményei
Abesszíniát először 1895-ben, az első olasz–etióp háború során próbálta meg elfoglalni az olasz hadsereg, a támadás azonban súlyos vereséggel végződött Adua mellett. Benito Mussolini 1934-ben úgy döntött, hogy a kiépítendő olasz gyarmatbirodalom számára megszerzi az országot. Tervét még 1935 januárjában jóváhagyták a franciák. A brit külpolitika – arra számítva, hogy az olaszok csak az ország egy részét kívánják megszállni – eleinte nem kifogásolta a támadási szándékot, Abesszínia egészének olasz kézre jutását azonban fenyegetőnek ítélte meg. Brit elemzések szerint a francia–olasz együttműködés földközi-tengeri, az olasz térnyerés egyiptomi pozíciójukat és a Vörös-tengeren át Indiába vezető út biztonságát veszélyeztette. Figyelmeztetésül a Földközi-tengerre vezényelték a brit flottát, ez az akció azonban hatástalan maradt.

### A Val Val incidens
A háború kiváltó okát az ún. Val Val incidens jelentette. A Val Val oázist a térképek Etiópia részeként tüntették fel, de az olasz hadsereg helyi bennszülöttekből toborzott katonái állomásoztak a környékén. 1934. december 5-én egy körülbelül ezerfős etióp hadoszlop megtámadta az oázisnál állomásozó olasz katonákat, akik ellenálltak, majd a segítségükre érkező reguláris olasz katonák néhány repülőgéppel és tankkal kiegészülve elkergették a támadókat. Bár hasonló incidensek ekkoriban mindennaposak voltak, de ezt az esetet kürtölte szét Mussolini és az olasz sajtó. Mindkét fél a Népszövetséghez fordult. Ott a viták elhúzódtak egészen 1935 októberéig, a háború kitöréséig.

## A háború menete

### Az olasz támadás és a Népszövetség reakciója
Mussolini 1935. október 2-án éjjel adta ki a parancsot a támadásra. Az időpontot elsősorban az indokolta, hogy ekkorra ért véget az esős évszak. A két olasz gyarmaton, Eritreában és Olasz Szomáliföldön addigra mintegy kétszázezer katona (részben olaszok, részben afrikaiak, főként szomálik és líbiaiak) gyűlt össze. Az olasz gyarmati hadsereg parancsnoka Emilio de Bono tábornok, Mussolini régi fasiszta harcostársa volt. Etiópiát két irányból támadták: északon de Bono vezetésével (Eritrea felől), míg délről, Olasz Szomália felől Rodolfo Graziani tábornok parancsnoksága alatt. A háború ténylegesen 1935. október 3-án, hajnali öt órakor kezdődött, amikor de Bono százezer katonája átlépte a Mareb-folyót, Etiópia és Eritrea határát. Néhány óra múlva bombatámadás érte Aduát és Adigratot.
Október 7-én a Népszövetség agresszornak minősítette Olaszországot, és gazdasági szankciókat vezetett be ellene. Az embargó azonban – elsősorban a brit kereskedelmi érdekek miatt – nem vonatkozott a háborúhoz elengedhetetlen szénre, vasra és kőolajra. Ráadásul a szankciókat megszavazó negyvenkilenc állam közül hiányzott az Amerikai Egyesült Államok, míg az olaszoknak szintén szállító Németország már korábban kilépett a Népszövetségből.

### Az esemény első szakasza
Az északi fronton az olaszok eleinte nem ütköztek heves ellenállásba, mert Hailé Szelasszié etióp császár felmérte a helyzetet, és a védekezés lehetőségét a tengerparttól távoli, döntő ütközetben vélte, amikorra az olaszok utánpótlási útvonala meglehetősen hosszúra nyúlik. A fasiszta csapatok így október 15-én könnyedén vonultak be Etiópia ősi egyházi székhelyére, Akszúmba. Délen Graziani ennél hevesebb ellenállásba ütközött, amelyet csak november elejére sikerült megtörnie, de ezután is súlyos veszteségeket szenvedett.
Északon Akszúm elfoglalása után az olasz előrenyomulás lendülete megtört. Ennek több oka volt. Egyrészt a vártnál több időbe telt az utánpótlási útvonalak kiépítése, másrészt az olaszok rájöttek, hogy az etiópok nem vállalnak fel nyílt ütközeteket, s ez óvatosságra intette de Bono tábornokot. Mussolini azonban elsősorban de Bonót hibáztatta a lassúságért, s arra próbálta rávenni, hogy harci gázok bevetésével próbálja megtörni a gerilla harcmodorra berendezkedett etiópokat. Mivel de Bono erre nem volt hajlandó (a harci gázok használatát már akkor is tiltották a nemzetközi egyezmények), de Bonót leváltották, és helyére Pietro Badoglio tábornokot nevezték ki.

### Az esemény második szakasza
Az etióp uralkodó, aki Dessziében alakította ki főhadiszállását, 1935. december közepén döntött a Tembien-hegység körzetében megindítandó ellentámadásról. A támadás eleinte sikeres volt, azonban Badoglio harci gázok bevetésével szétzilálta az etióp harcvonalat. Nem sokkal később, 1936. január elején a déli fronton Graziani tábornok (ugyancsak mérges gázok segítségével) döntő ütközetet nyert. A legsúlyosabb harcok 1936. február 10. és április 4. között zajlottak az északi fronton. Ezekből Hailé Szelasszié tevőlegesen is kivette a részét egy légvédelmi gépágyú kezelésével, sőt meg is sérült a harci gázok bevetése következtében.